# K3 (banda)
K3 é um girl group belgo-neerlandês de música pop formado em 1998. Sob um repertório cantado em língua holandesa, o grupo é formado por Julia Boschman, Marthe De Pillecyn, Hanne Verbruggen. Além da música, elas também são estrelas de muitos filmes de cinema, séries de televisão e musicais. O estilo característico e a iconicidade do K3 dependem de todas as três garotas vestindo principalmente a mesma roupa, e elas são tradicionalmente uma ruiva, uma morena e uma loira. 
Ao longo de sua carreira, o K3 construiu um espaço dentro da cultura pop holandesa e belga, tornando-se um dos grupos de maior sucesso do Benelux. O nome do grupo é derivado das primeiras letras das três primeiros membros: Kathleen Aerts, Karen Damen e Kristel Verbeke. Aerts saiu do grupo em março de 2009. Ela foi substituída por Josje Huisman mais tarde naquele ano após vencer o talent show de audição K2 Zoekt K3. Em 6 de novembro de 2015, Karen, Kristel e Josje foram sucedidas por Hanne Verbruggen, Klaasje Meijer e Marthe De Pillecyn após se tornarem as vencedoras do K3 Zoekt K3. Em 9 de fevereiro de 2021, Klaasje anunciou sua saída do K3 e outro reality show de audição foi realizado no mesmo ano para encontrar uma nova integrante. De mais de 22 mil participantes, Julia Boschman venceu o concurso e se tornou parte do grupo.

## Discografia
Para a discografia completa veja: K3 discography
Álbuns de estúdio
- Parels (1999)
- Alle kleuren (2000)
- Tele-Romeo (2001)
- Verliefd (2002)
- Oya lélé (2003)
- De wereld rond (2004)
- Kuma hé (2005)
- Ya ya yippee (2006)
- Kusjes (2007)
- MaMaSé! (2009)
- Eyo! (2011)
- Engeltjes (2012)
- Loko le (2013)
- 10.000 Luchtballonnen (2015)
- Ushuaia (2016)
- Love Cruise (2017)
- Roller Disco (2018)
- Dromen (2019)
- Dans Van De Farao (2020)
- Waterval (2021)
- K3 Vleugels (2022)
- K3 Het lied van de zeemeermin (2024)